# Reprezentacja Wysp Owczych w piłce siatkowej mężczyzn
Reprezentacja Wysp Owczych w piłce siatkowej mężczyzn — reprezentacja narodowa w piłce siatkowej założona w 1978 roku, występująca na arenie międzynarodowej 1978 roku, czyli od powstania Narodowego Związku Piłki Siatkowej. Od 1978 roku jest członkiem FIVB i CEV. Za jej funkcjonowanie odpowiedzialny jest Flogbóltssamband Føroya (FBF).

## Rozgrywki międzynarodowe
Mistrzostwa Europy Małych Państw:
- 2000 - 9. miejsce
- 2002 - nie brała udziału
- 2004 -  3. miejsce
- 2007 - 4. miejsce
- 2009 - 5. miejsce
- 2011 - 6. miejsce
- 2013 - 6. miejsce
- 2015 - 4. miejsce
- 2017 - 6. miejsce
- 2019 -  2. miejsce

Island Games:
- 1985 -  3. miejsce
- 1987 -  2. miejsce
- 1989 -  1. miejsce
- 1991 -  3. miejsce
- 1993 -  3. miejsce
- 1995 -  3. miejsce
- 1999 -  3. miejsce
- 2001 - 4. miejsce
- 2003 -  2. miejsce
- 2005 -  3. miejsce
- 2007 -  2. miejsce
- 2011 -  2. miejsce
- 2013 - 4. miejsce
- 2015 -  2. miejsce
- 2017 -  3. miejsce